# Susanna van Steenwijk
Susanna van Steenwijk, död 1664, var en nederländsk konstnär.
Hon är känd för sina målningar av arkitektoniska exteriörer. 